# آنتوان بارا
آنتوان بارا (به فرانسوی: Antoine Bara) نویسنده و پژوهشگر مسیحی از کشور سوریه است. او کتاب‌ها و آثار زیادی در جهان عرب دارد؛ «حسین در اندیشهٔ مسیحیت» و «زینب کبری؛ فریادی که مکمل راه بود» از آثار او دربارهٔ اهل بیت است.